# Hofstetten (Oberbayern)

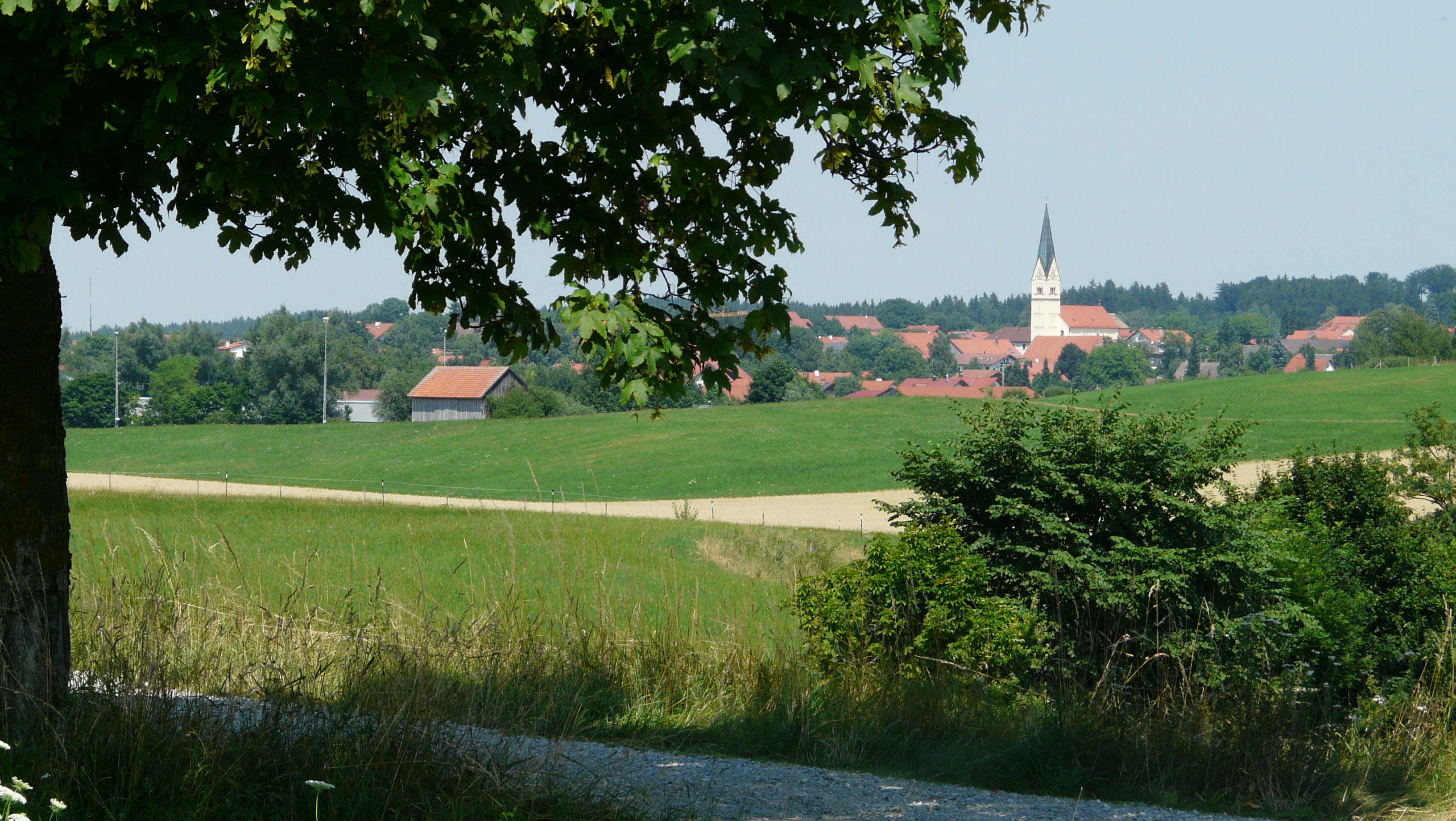
Hofstetten bei Landsberg am Lech

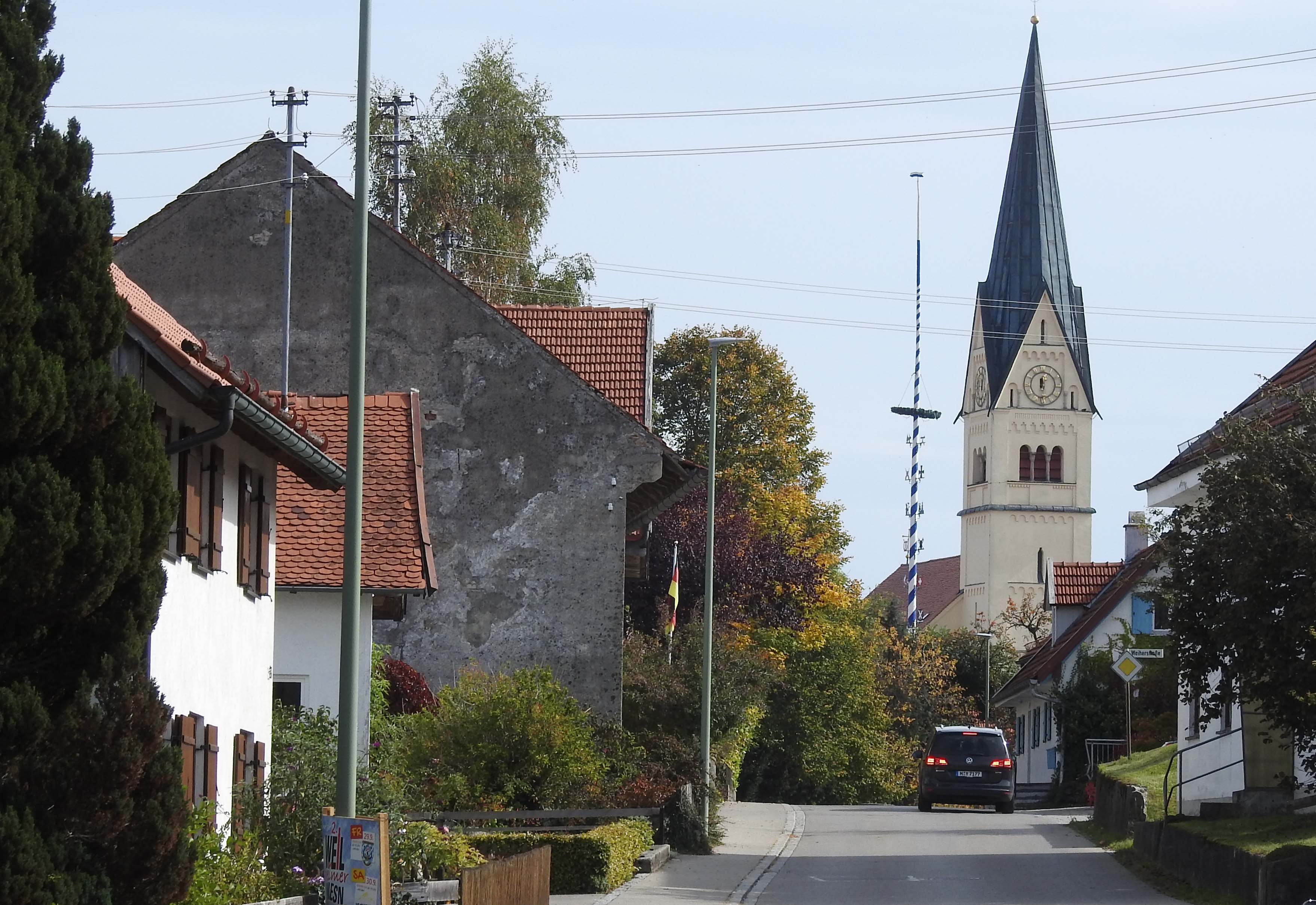
Landsberger Straße in Hofstetten

Hofstetten ist eine Gemeinde und deren Hauptort im oberbayerischen Landkreis Landsberg am Lech.

## Geografie
Die Gemeinde liegt in einer voralpinen Moränenlandschaft zwischen Lech und Ammersee im Gebiet des sogenannten Lechrain.
Der niedrigste Punkt der Gemeinde befindet sich auf 625 m ü. NHN am Windachspeicher, der Höchste mit 710 m ü. NHN im Hohenbuch.

### Gemeindeteile
Die Gemeinde besteht aus zwei Gemarkungen, die in der Fläche den ehemaligen Gemeinden entsprechen, und hat drei Gemeindeteile (in Klammern ist der Siedlungstyp angegeben):
- Hagenheim (Kirchdorf) mit Memming (Weiler)
- Hofstetten (Pfarrdorf)

Der Wohnplatz Grünsink zählt zum Gemeindeteil Hagenheim.

## Geschichte

### Bis zur Gemeindegründung
Bereits aus der Hallstattzeit stammen mehrere Hügelgräber unweit der Kreisstraße LL6.
Reihengräberfunde am Egelsee bei Hagenheim aus der Zeit um 650, sowie der Ortsname lassen auf eine Besiedelung im 7. Jahrhundert schließen. Diese fand vermutlich ausgehend von dem heutigen Weiler Memming statt.
Hofstetten wird erstmals 1083 in einer Schenkungsurkunde des Bischofs Norbert zu Chur als Hovesteten genannt. In dieser vermacht er Hofstetten dem Kloster Habach.
Nachdem das Dorf zunächst im Einflussbereich der Welfen und Staufer gelegen war, fiel es 1231 an die Wittelsbacher, 1270 wird Hofstetten im Grundverzeichnis des Kastenamtes Landsberg aufgeführt.
Das Kloster Wessobrunn war bis zur Säkularisation 1803 als Grundherrschaft im ganzen Gemeindegebiet Hofstettens von Bedeutung. Der Gemeindeteil Hagenheim wird schon im Hochmittelalter als Wessobrunner Besitz genannt; seit 1403 war auch die Kirche von Hagenheim dem Kloster inkorporiert (zuvor Stift Habach).
Hofstetten gehörte zum Rentamt München und zum Landgericht Landsberg des Kurfürstentums Bayern. Im Zuge der Verwaltungsreformen im Königreich Bayern entstanden mit dem Gemeindeedikt von 1818 die Gemeinden Hofstetten und Hagenheim.

### Gemeindefusion
Im Zuge der Gebietsreform in Bayern schlossen sich am 1. Januar 1972 Hagenheim und Hofstetten zur neuen Gemeinde Hofstetten zusammen.

### Einwohnerentwicklung
- Zwischen 1988 und 2019 wuchs die Gemeinde von 1306 auf 1886 um 580 Einwohner bzw. um 44,4 %.
- Im Jahre 1961 entfielen anteilig 317 Einwohner auf Hagenheim und im Jahre 1970 waren es 301 Einwohner.

| Jahr      | 1961 | 1970 | 1987 | 1991 | 1995 | 2000 | 2005 | 2010 | 2015 | 2018 | 2019 |
| --------- | ---- | ---- | ---- | ---- | ---- | ---- | ---- | ---- | ---- | ---- | ---- |
| Einwohner | 0931 | 0999 | 1245 | 1504 | 1589 | 1675 | 1759 | 1782 | 1838 | 1895 | 1886 |

## Politik
Die Gemeinde ist Mitglied der Mitglied der Verwaltungsgemeinschaft Pürgen.

### Gemeinderat
Nach der Kommunalwahl 2020 hat der Gemeinderat 12 Mitglieder.

### Bürgermeisterin
Erste Bürgermeisterin ist seit 2020 Ulrike Högenauer.

### Wappen
| | Blasonierung: „Unter einem silbernen, mit zwei schräg gekreuzten roten Schlüsseln belegten Schildhaupt in Rot zwei aus einem silbernen Hegezaun aufwachsende silberne Fichten.“ |
| Wappenbegründung: Die Gemeinden Hofstetten und Hagenheim schlossen sich am 1. Januar 1972 zur neuen Gemeinde Hofstetten zusammen. Die Gemeinde Hagenheim hatte schon seit 1953 ein Wappen geführt, das die neue Gemeinde 1975 unverändert annahm, da der in der historischen Begründung erläuterte Sachzusammenhang auch für die neue Gemeinde gültig war. Die gekreuzten Schlüssel, Attribute des heiligen Petrus, sind aus dem Patronatswappen der alten Benediktinerabtei Wessobrunn übernommen. Wessobrunn war bis zur Säkularisation 1803 als Grundherrschaft im ganzen Gemeindegebiet von Bedeutung. Hagenheim wird schon im Hochmittelalter als Wessobrunner Besitz genannt; seit 1403 war auch die Kirche von Hagenheim dem Kloster inkorporiert (zuvor Stift Habach). Der Hegezaun mit den herauswachsenden Fichten ergibt ein für den Ortsnamen Hagenheim (vom althochdeutschen hagin/Hag, Hain) redendes Bild. Die Farben Rot und Silber entsprechen sowohl den Farben des Klosters Wessobrunn als auch den Farben des Hochstifts und der Diözese Augsburg, zu der das Gemeindegebiet seit der Frühzeit gehörte. Dieses Wappen wird seit 1975 geführt. | |

Hagenheim war nach dem Zweiten Weltkrieg eine der ersten Gemeinden in Bayern, die ein Wappen eingeführt haben. Dieses Wappen wurde im Zug der Gemeindezusammenlegung leicht abgeändert und dient heute der Repräsentation der Gemeinde Hofstetten. Das alte originale Wappen existiert weiterhin, darf aber nur von Hagenheimer Vereinen und Bürgern verwendet werden.

## Baudenkmäler
- Denkmal für die Gefallenen des Ersten Weltkriegs Hofstetten (Oberbayern)

## Wirtschaft und Infrastruktur

### Wirtschaft einschließlich Land- und Forstwirtschaft
2018 gab es in der Gemeinde 290 sozialversicherungspflichtige Arbeitsplätze. Von der Wohnbevölkerung standen 810 Personen in einem versicherungspflichtigen Beschäftigungsverhältnis. Damit war die Zahl der Auspendler um 520 Personen größer als die der Einpendler. 23 Einwohner waren arbeitslos. Die 20 landwirtschaftlichen Betriebe bewirtschafteten insgesamt eine Fläche von 966 Hektar (Stand 2016).

### Bildung
Es gibt eine Kindertagesstätte mit 65 Plätzen und 78 betreuten Kindern (Stand: 1. März 2019).

## Persönlichkeiten
- Sebastian Fichtner (1894–1950), Offizier, zuletzt Generalleutnant im Zweiten Weltkrieg, lebte in Hofstetten